# اللغة البسلامية
اللغة البسلامية هي لغة متحدثة في فانواتو.